# Янг, София
София Ивонн Эшли Янг (англ. Sophia Yvonne Ashley Young; род. 15 декабря 1983 года в Сент-Винсенте и Гренадинах, Вест-Индия) — американская профессиональная баскетболистка, выступала в женской национальной баскетбольной ассоциации за клуб «Сан-Антонио Старз». В 2005 году стала чемпионкой Национальной ассоциации студенческого спорта в составе «Бэйлор Леди Бирс», в котором была признана самым выдающимся игроком этого баскетбольного турнира. Была выбрана на драфте ВНБА 2006 года под общим четвёртым номером командой «Сан-Антонио Силвер Старз». Играла на позиции лёгкого форварда.

## Ранние годы
София родилась 15 декабря 1983 года в Сент-Винсенте и Гренадинах в семье Деннистона Янга и Энни Кристофер, а выросла в городе Шривпорт (штат Луизиана), где училась в Евангельской христианской академии, в которой играла за местную баскетбольную команду.

## Студенческая карьера
В 2006 году закончила Бэйлорский университет, где в течение 4-х лет играла за студенческую команду «Бэйлор Леди Бирс», в которой провела успешную карьеру под руководством тренера Ким Малки. София является одной из четырёх баскетболисток в истории NCAA, набравших за студенческую карьеру более 2000 очков, 1000 подборов, 300 передач и 300 перехватов. В 2005 году «Леди Бирс» стали чемпионами Национальной ассоциации студенческого спорта (NCAA), а Янг была признана самым выдающимся игроком этого баскетбольного турнира, обыграв в финальной игре команду «Мичиган Стэйт Спартанс» со счётом 84—62, София же по итогам сезона была включена первую всеамериканскую сборную NCAA. В следующем сезоне «Леди Бирс» дошли до стадии 1/8 финала турнира (англ. Sweet Sixteen), где «Медведицы» проиграли команде «Мэриленд Террапинс» со счётом 63—82.

## Профессиональная карьера
София играет на позиции лёгкого форварда. 5 апреля 2006 года была выбрана в первом раунде на драфте ВНБА под общим 4-м номером командой «Сан-Антонио Силвер Старз». В своём дебютном сезоне она набирала по 12,0 очка, 7,6 подбора, 1,5 передачи и 1,7 перехвата в среднем за игру, а по итогам всего сезона была включена в сборную новичков ВНБА. Кроме того София Янг четыре раза включалась в сборную всех звёзд ВНБА (2007, 2009, 2012 — первая команда и 2008 — вторая команда) и два раза в сборную всех звёзд защиты ВНБА (2008 — первая команда и 2012 — вторая команда), а также три раза приглашалась на матч всех звёзд ВНБА (2006—2007, 2009).
В сезоне 2008/2009 годов в составе «Галатасарая» стала обладательницей кубка Европы, обыграв по сумме двух матчей матчей итальянскую команду «Крас Баскет» со счётом 137—128

## Карьера в сборной США
София Янг сначала была включена в число 33 полуфиналисток, а затем стала одной из 21 финалисток олимпийской сборной США для участия в отборочном цикле 2010-2012 годов, в состав которой входило 20 профессиональных баскетболисток и одна студентка, Бриттни Грайнер, которые были отобраны приёмной комиссией для того, чтобы побороться за попадание в окончательный состав из 12 игроков, который будет представлять США на Олимпийских играх в Лондоне. В сентябре 2011 года Янг под руководством Джино Ориммы провела две недели в составе сборной США в рамках европейского тренировочного тура, однако в окончательный состав сборной так и не попала. 13 января 2014 года София вновь была включена в предварительный состав сборной для участия в отборочном цикле 2014-2016 годов, чтобы побороться за попадание в окончательный состав, который будет представлять Соединённые штаты на Олимпийских играх в Рио-де-Жанейро.